# Galeojanolus ionnae
Galeojanolus ionnae is een slakkensoort uit de familie van de Janolidae. De wetenschappelijke naam van de soort werd in 1971 gepubliceerd door M.C. Miller.